# Piestopleura szelenyii
Piestopleura szelenyii är en stekelart som beskrevs av Szabó 1974. Piestopleura szelenyii ingår i släktet Piestopleura och familjen gallmyggesteklar. Inga underarter finns listade i Catalogue of Life.